# 穴子の日
穴子の日（あなごのひ）は、日本記念日協会に登録された記念日のひとつ。毎年7月5日である。

## 制定と由来
日本記念日協会の公式サイトでは東京都中央区のハンワフーズ株式会社が制定したとあるが、大阪市に本社をおいていたグリーンフーズが制定したとするものもある。
由来はアナゴは夏が旬であり、近縁種であるウナギと同様に、ビタミンAやカルシウムが豊富で夏バテに効果的であることと、7と5で穴子の「なご」の語呂合わせになることから。土用の丑の日に鰻を食べる習慣があるが、穴子にもビタミンA、ビタミンB群が豊富に含まれているため、夏バテ、食欲減退防止の効果が期待できる。